# Joaquim Salarich
Joaquim Salarich (Vich, España; 2 de enero de 1994) es un esquiador español que en categorías inferiores ya ha logrado varias victorias y podios en Eslalon Gigante y sobre todo en Eslalon.
Ha sido 4 veces podio en los Campeonatos de España, siendo Campeón de España 2 veces de Eslalon en 2013 y 2015 y una de Combinada Alpina en 2021.
Ha participado 2 veces en los Mundiales (en Vail/Beaver Creek 2015 y en St. Moritz 2017).
Debutó en la Copa del Mundo el 22 de diciembre de 2015 en el Eslalon de Madonna di Campiglio no finalizando la 1.ª manga. Igual que en sus otras 4 pruebas disputadas hasta la fecha: el Eslalon de Schladming un mes después, el de Levi el 13 de noviembre de 2016, el de Schladming el 24 de enero de 2017 y el de Kranjska Gora el 5 de marzo de 2017. También ha disputado multitud de pruebas de Copa de Europa consiguiendo puntuar en alguna, logrando su mejor resultado con el 22.º puesto en el Eslalon de Pozza di Fassa el 21 de diciembre de 2015 y en Oberjoch el 13 de marzo de 2016. En categorías FIS ha logrado varias victorias y puntos, mejorando su calificación FIS temporada a temporada.

## Palmarés

### Juegos Olímpicos
- 1 Participaciones ( 1 pruebas)

### Mundiales
- 2 Participaciones (2 pruebas)
- Mejor resultado: 25.º en el Eslalon en St. Moritz 2017

### Copa del Mundo
- 2 Participaciones (5 pruebas)
- Mejor clasificación General: No puntuó en ninguna
- Mejor clasificación General Especialidad: No punuó en ninguna